# Darja Katsjanova
Darja Dmitrijevna Katsjanova (Russisch: Дарья Дмитриевна Качанова) (Nizjni Novgorod, 17 september 1997) is een Russisch langebaanschaatsster. 
Katsjanova nam niet deel aan het WK Sprint in 2022, omdat deelname door ISU werd verboden. Dit als onderdeel van sancties tegen Rusland en Wit-Rusland na de Russische invasie van Oekraïne. 

## Persoonlijke records[1]
| Afstand    | Tijd    | Datum           | Baan           |
| ---------- | ------- | --------------- | -------------- |
| 500 meter  | 36,98   | 4 december 2021 | Salt Lake City |
| 1000 meter | 1.12,91 | 4 december 2021 | Salt Lake City |
| 1500 meter | 1.56,82 | 30 januari 2021 | Heerenveen     |
| 3000 meter | 4.39,11 | 11 maart 2013   | Kolomna        |

## Resultaten
| Jaar | EK Sprint           | WK Sprint             | WK Afstanden                      | Olympische Spelen | Wereldbeker                  | WK Junioren               |
| ---- | ------------------- | --------------------- | --------------------------------- | ----------------- | ---------------------------- | ------------------------- |
| 2014 |                     |                       |                                   |                   |                              | 8e 500m 23e 1000m         |
| 2015 |                     |                       |                                   |                   |                              | 500m · 23e 1000m          |
| 2016 |                     |                       |                                   |                   |                              | 500m · 1000m · teamsprint |
| 2017 |                     |                       |                                   |                   |                              | 5000m · 1000m · 1500m     |
| 2018 |                     | 19e (21e, 9e, 5e, 6e) |                                   |                   | 40e 500m 20e 1000m           |                           |
| 2019 | · (, )              | 7e · (7e, , 13e, 7e)  | 8e 500m · 11e 1000m · teamsprint  |                   | 6e 500m 5e 1000m             |                           |
| 2020 |                     | NS4 (7e, 13e, 6e, -)  | 10e 500m · 10e 1000m · teamsprint |                   | 5e 500m 5e 1000m 30e 1500m   |                           |
| 2021 | 5e (6e, 5e, 5e, 4e) |                       | 6e 500m 11e 1500m                 |                   | 11e 500m 26e 1000m 12e 1500m |                           |
| 2022 |                     |                       |                                   | 8e 500m 9e 1000m  | 18e 500m 12e 1000m 24e 1500m |                           |

(#, #, #, #) = afstandspositie op sprinttoernooi (500m, 1000m, 500m, 1000m).